# (270) Anahita
(270) Anahita és un asteroide pertanyent al cinturó d'asteroides descobert per Christian Heinrich Friedrich Peters el 8 d'octubre de 1887 des de l'observatori Litchfield de Clinton, Estats Units.
Està nomenat així per Anahita, una deessa de la mitologia persa.

## Característiques orbitals
Anahita orbita a una distància mitjana del Sol de 2,198 ua, podent apropar-se fins a 1,867 ua. Té una inclinació orbital de 2,368° i una excentricitat de 0,1507. Triga a completar una òrbita al voltant del Sol 1190 dies.
Anahita forma part de la família d'asteroides de Flora.